# Секачёва, Ирина Анатольевна
Ирина Анатольевна Секачёва (14 августа 1976, город Воронеж, Воронежская область, Россия) — российская поэтесса-песенник, дизайнер. Лауреат премий «Песня года», «Золотой граммофон».
Её песни исполняют: Алла Пугачёва («Гуд-бай»), группы «Серебро» («Скажи, не молчи», «Дыши»), Катя Лель («Муси-пуси»), Дмитрий Колдун («Корабли», «Город больших огней», «Давай сыграем в любовь», «В комнате пустой», «Вверх», «Декаданс», «Пёс бродячий», «Нереальная», «Потанцуй со мной» и другие), Юлия Савичева («Высоко», «Корабли», «Прости за любовь»), Пьер Нарцисс («Шоколадный заяц»), Иракли («Вова-чума», «Лондон-Париж», «Время», «Капли абсента», «Я с тобой», «Берлин»), Владимир Пресняков (мл) ("Никогда"), Монокини («Тикает», «Тайны больше нет»), Мария Ржевская («Когда я стану кошкой»), Елена Темникова («Тайна», «Дальше всех»), Ксения Ларина («Пузырьки лимонада»), Хор Сретенского монастыря и другие.
Автор сборника стихов для детей «Не спешите вырастать…» (2023).
Дизайнер альбомов: «Высоко», «Магнит» Юлии Савичевой, «Лондон-Париж» Ираклия Пирцхалавы, «Шоколадный заяц» Пьера Нарцисса, «Ночной пилот», «Манекен», «Город больших огней» Дмитрия Колдуна.